# Karolino-Bugaz, Cetatea Albă
Karolino-Bugaz (în ucraineană Кароліно-Бугаз, transliterat: Karolino-Buhaz) este localitatea de reședință a comuna Karolino-Bugaz din raionul Cetatea Albă, regiunea Odesa, Ucraina.
Localitatea este o importantă stațiune balneară ucraineană (majoritatea turiștilor sunt cu venituri medii și provin din Ucraina, Republica Moldova, Rusia și Belarus) de pe litoralul nord-vestic al Mării Negre, la 60 km sud-vest de Odesa. Este situată la est de strîmtoarea Țarigrad, pe o peninsulă alungită și lată de numai câteva sute de metri ce separă Limanul Nistrului de restul Mării Negre.
Localitatea a fost întemeiată în anul 1813 de către contele polonez Ignacy-Karol Ścibor-Marchocki. Conform recensămîntului din 2001 la Karolino-Bugaz locuiau 2.240 de persoane.

## Demografie
Componența lingvistică a comunei Karolino-Bugaz
     Ucraineană (50,02%)
     Rusă (47,12%)
     Bulgară (1,07%)
     Alte limbi (1,28%)
Conform recensământului din 2001, majoritatea populației comunei Karolino-Bugaz era vorbitoare de ucraineană (50,02%), existând în minoritate și vorbitori de rusă (47,12%) și bulgară (1,07%).